# Маршалл (округ, Алабама)
Шаблон:StateAbbr_ 34°22′05″ пн. ш. 86°18′14″ зх. д. / 34.368055555556° пн. ш. 86.303888888889° зх. д.
 Маршалл (англ. Marshall County) — округ (графство) у штаті Алабама. Ідентифікатор округу 01095.

## Історія
Округ Маршалл був створений 9 січня 1836 року.

## Розташування
Розташований у північно-східній частині штату. Граничить з округами Медісон, Джексон, Декалб, Етова, Блаунт, Каллмен і Морґан.

## Демографія
За даними перепису
2000 року
загальне населення округу становило 82231 осіб, зокрема міського населення було 35242, а сільського — 46989.
Серед мешканців округу чоловіків було 40011, а жінок — 42220. В окрузі було 32547 домогосподарств, 23527 родин, які мешкали в 36331 будинках.
Середній розмір родини становив 2,96.
Віковий розподіл населення поданий у таблиці:
| Стать    | До 15 років | 15-21 | 22-29 | 30-39 | 40-49 | 50-65 | 65-85 | Понад 85 |
| -------- | ----------- | ----- | ----- | ----- | ----- | ----- | ----- | -------- |
| Чоловіки | 8718        | 3900  | 4266  | 6018  | 5790  | 6582  | 4387  | 350      |
| Жінки    | 8252        | 3688  | 4223  | 5977  | 5952  | 7148  | 6063  | 917      |

## Суміжні округи
- Джексон — північний схід
- Декальб — схід
- Етова — південний схід
- Блаунт — південь
- Каллмен — південний захід
- Морган — захід
- Медісон — північний захід

## Виноски
1. ↑  U.S. Decennial Census. United States Census Bureau. Архів оригіналу за 19 липня 2018. Процитовано 22 серпня 2015.
2. ↑  Historical Census Browser. University of Virginia Library. Архів оригіналу за 11 серпня 2012. Процитовано 22 серпня 2015.
3. ↑  Forstall, Richard L., ред. (24 березня 1995). Population of Counties by Decennial Census: 1900 to 1990. United States Census Bureau. Архів оригіналу за 24 вересня 2015. Процитовано 22 серпня 2015.
4. ↑  Census 2000 PHC-T-4. Ranking Tables for Counties: 1990 and 2000 (PDF). United States Census Bureau. 2 квітня 2001. Архів оригіналу (PDF) за 18 грудня 2014. Процитовано 22 серпня 2015.
5. ↑  State & County QuickFacts. United States Census Bureau. Архів оригіналу за 6 червня 2011. Процитовано 16 травня 2014.(англ.) Наведено за англійською вікіпедією.
6. ↑  American FactFinder. Бюро перепису населення США. Архів оригіналу за 26 лютого 2012. Процитовано 31 січня 2008.